# Limnephilus sansoni
Limnephilus sansoni är en nattsländeart som beskrevs av Banks 1918. Limnephilus sansoni ingår i släktet Limnephilus och familjen husmasknattsländor. Inga underarter finns listade i Catalogue of Life.